# Warburg Institute

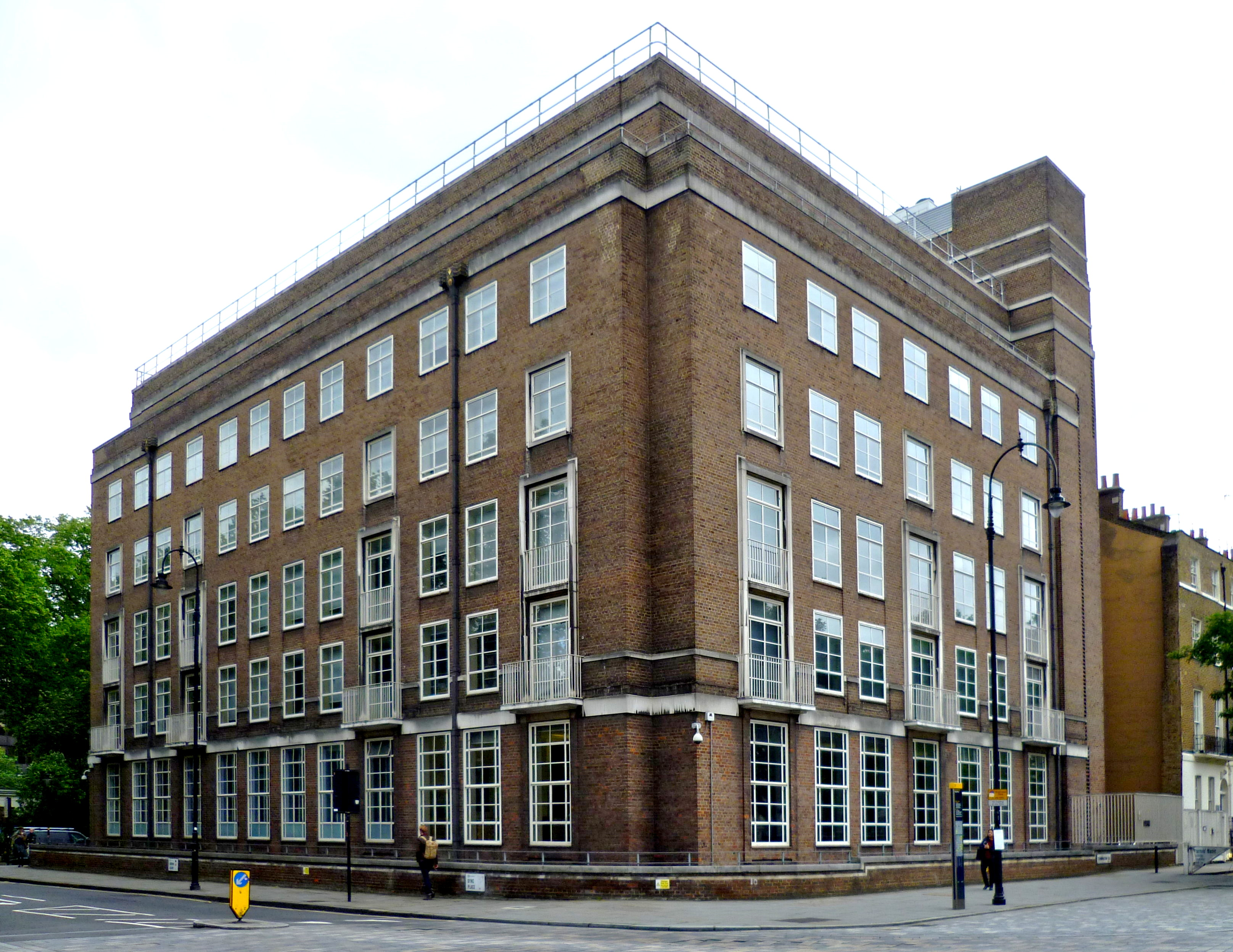
Het Warburg Institute

Het Warburg Institute is een bibliotheek en onderzoeksinstituut in Londen. Het ontstond nadat de collectie van kunsthistoricus Aby Warburg na 1933 werd verhuisd van Hamburg naar Londen. Sinds 1944 is het instituut verbonden aan de Universiteit van Londen. Het gebouw bevindt zich tussen de Universiteit van Londen, de Birkbeck University en University College London in. Sinds eind 2024 is de bibliotheek na een verbouwing geopend voor het publiek. De bibliotheek is in vier thema’s opgedeeld: Beeld, Woord, Oriëntatie en Actie, met elk een eigen verdieping. Ze spitst zich toe op wereldwijde cultuurgeschiedenis en de rol van beelden in de maatschappij.